# Коуп, Марианна
Мариа́нна Коуп  (англ. Marianne Cope, 23 января 1838, Хеппенхайм, Гессен — 9 августа 1918, Калаупапа, Гавайи) — святая Римско-Католической Церкви, монахиня женского францисканского ордена.

## Биография
Марианна Коуп родилась в городе Хеппенхайм в Германии и была крещена под именем Мария Анна Барбара Кооб. В 1841 году её семья переехала в поисках работы в Нью-Йорк, США. В 1883 году она вместе с другими шестью монахинями, откликнувшись на призыв гавайского короля Давида Калакауа помогать больным проказой и другим нуждающимся, прибыла в Гонолулу, Гавайи. В 1888 году она приехала в колонию для больных проказой Калаупапа, чтобы помочь уже заразившемуся проказой священнику Дамиану де Вёстеру, жившему в этом поселении. После смерти Дамиана де Вёстера, она взяла на себя заботу о пациентах колонии Калаупапа. Прожив с ними 30 лет и не заболев проказой, она умерла в колонии больных 9 августа 1918 года в возрасте 80 лет.

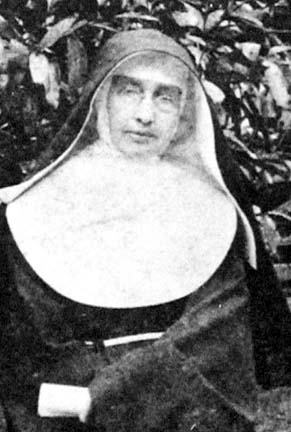
В 1886 году

## Прославление
14 мая 2005 года Марианна Коуп была причислена к лику блаженных и стала первой блаженной, беатифицированной римским папой Бенедиктом XVI. 18 февраля 2012 года была причислена Римским папой Бенедиктом XVI к лику святых.
День памяти — 23 января.